# Псарёво (Ступинский район)
Псарёво — деревня в Ступинском районе Московской области в составе городского поселения Ступино (до 2006 года входила в Ситне-Щелкановский сельский округ). На 2016 год в Псарёве 2 улицы — Черёмушки и Возрождение, зарегистрировано 3 садоводческих товарищества, деревня связана автобусным сообщением с городом Ступино и соседними населёнными пунктами. В 1887 году в Псарёве была построена кирпичная часовня, приписанная к церкви в Ильинском-Воскресенском, не дошедшая до наших дней.

## Население
| 2002 | 2006 | 2010 |
| ---- | ---- | ---- |
| 49   | ↘42  | ↗50  |

Псарёво расположено на юге центральной части района, на правом берегу реки Ситни, на Старом Каширском шоссе, у развилки с автодорогой Дон, высота центра деревни над уровнем моря — 172 м. Ближайшие населённые пункты примерно в 0,7 км: Ситне-Щелканово — на северо-запад и Савино — на северо-восток.